# Melinda Gal
Pour les articles homonymes, voir Gál.
Melinda Gál, de son nom de scène le plus connu Dora Venter, est une actrice pornographique et mannequin de charme hongroise. La plupart de ses films incluent la pornographie extrême: masochisme, sodomie, double pénétration, double pénétration vaginale ou DPV, double pénétration anale ou DPA, cul à la bouche, etc.

## Biographie
Melinda Gál est née le 1er octobre 1976 dans un village du nord de la Hongrie au sein d'une fratrie composée d'une autre sœur et d'un frère.
À la fin de ses études secondaires, elle s'inscrit dans une école d'infirmière située à une soixantaine de kilomètres de chez elle. Pensionnaire, elle ne rentre que les week-ends. Elle est plutôt mauvaise élève mais obtient son diplôme en 1998. Elle exerce dès lors au C.H.U. de Budapest dans un service de soins intensifs. Elle affirme avoir eu son premier rapport à l'âge de 20 ans et aimer l'érotisme. Les infirmières étant mal payées dans son pays, elle postule, après s'être accordé une semaine de réflexion, dans une agence de recrutement pour devenir actrice de films pornographiques. À la fin du mois d'avril 1999, elle passe un casting organisé par Ricardo Soli, propriétaire de l'agence X-Clusive.

## Carrière
Melinda Gál tourne son premier film pornographique avec un acteur hongrois sous la direction de Nils Molitor et fait une apparition au Festival annuel des Hots d'Or de Cannes. Elle fait ses premiers pas en Suède où elle tourne ensuite fréquemment sous la direction de Mike Beck avec le pseudonyme Claudia Wenström, puis dans toute l'Europe sous le nom de Dora Venter, majoritairement pour le compte des studios KOVI.
En 2004/2005, Venter travaille pour Conrad Son, un producteur catalan de films pornographiques et de films roses. Elle paraît dans Laura está sola (Laura est seule) pour lequel elle est nommée au prix Ninfa de la meilleure actrice en 2003 et La Memoria de los peces (La mémoire des poissons) avec lequel elle remporte le prix Ninfa du Meilleur second rôle au Festival international de cinéma érotique de Barcelone en 2004.
Elle signe en 2005 un contrat d'exclusivité avec Private et participe au tournage de la trilogie X Private Chateau.
Le travail d'infirmière lui manquant depuis 1999, date où elle l'a quitté au profit de la pornographie, Melinda Gál, en septembre 2003, revient à son ancien métier dans une unité spécialisée de soins intensifs où elle travaille toujours tout en tournant un film de temps à autre. Elle dit que si ses camarades sont au courant de son second métier, la plupart de ses patients l'ignorent, les films pornographiques pour le marché international étant peu distribués en Hongrie.

## Récompenses
Prix
- 2004 : FICEB - Meilleur second rôle pour La Memoria de los peces (La mémoire des poissons)[6];
- 2007 : AVN Award Best Sex Scene in a Foreign Shot Production (Meilleure scène de sexe dans une production étrangère)[7].

Nomination
- 2003 FICEB Prix « Ninfa » de la Meilleure actrice pour Laura está sola (Laura est seule)[5].

## Filmographie succincte
- Max 3 de Fred Coppula (2007)
- Baise nous 2 de Greg Centauro (2007)
- All Internal 2 (2007)
- Salopes de rêve de Christophe Clark (2007)
- Anal Asspirations 4 (2006)
- Angel Perverse 1, 6 Christophe Clark (2006)
- Couch (2006)
- Sans Pitié de Greg Centauro (2005)
- Private Chateau,1,2, 3 (2005)
- 2 on 1 #21 (2005)
- Anal P.O.V. 3  (2005)
- Full Anal Access 3 (2003)
- Sex Bullets (2003)
- La Collectionneuse  de Fred Coppula (2001)
- Hardcore Schoolgirls 18 (2001)
- Indiana Mack 2 (2001)
- Studie i sex, En (2001)  (Claudia Wennström)
- Vikingalegenden (2001) (Claudia Wenström)
- Lustgården (2000) (Claudia Wennström)
- Fresh Meat 10 (2000)  (Dora Wenter)
- Dalkullan (2000) (Claudia Wennström)
- Incesto (2000) (Melinda Jensen)
- Private Lessons (2000)
- Sex Opera (2000)
- Debauchery 5 (1999)

Une filmographie plus complète peut être consultée ici (en anglais)

## Revues
Dora Venter a posé pour un certain nombre de revues :
- (en) Genesis de février 2000 et mai 2000 (Version US);
- (en) Le magazine pornographique Sex N°34, 36 et 40 (Private);
- (en) The Private Lives Of 3 (Private).